# Serpotta
La famiglia Serpotta fu una famiglia di artisti italiani specializzati in scultura e arti decorative particolarmente nota per le sue opere plastiche realizzate a stucco.

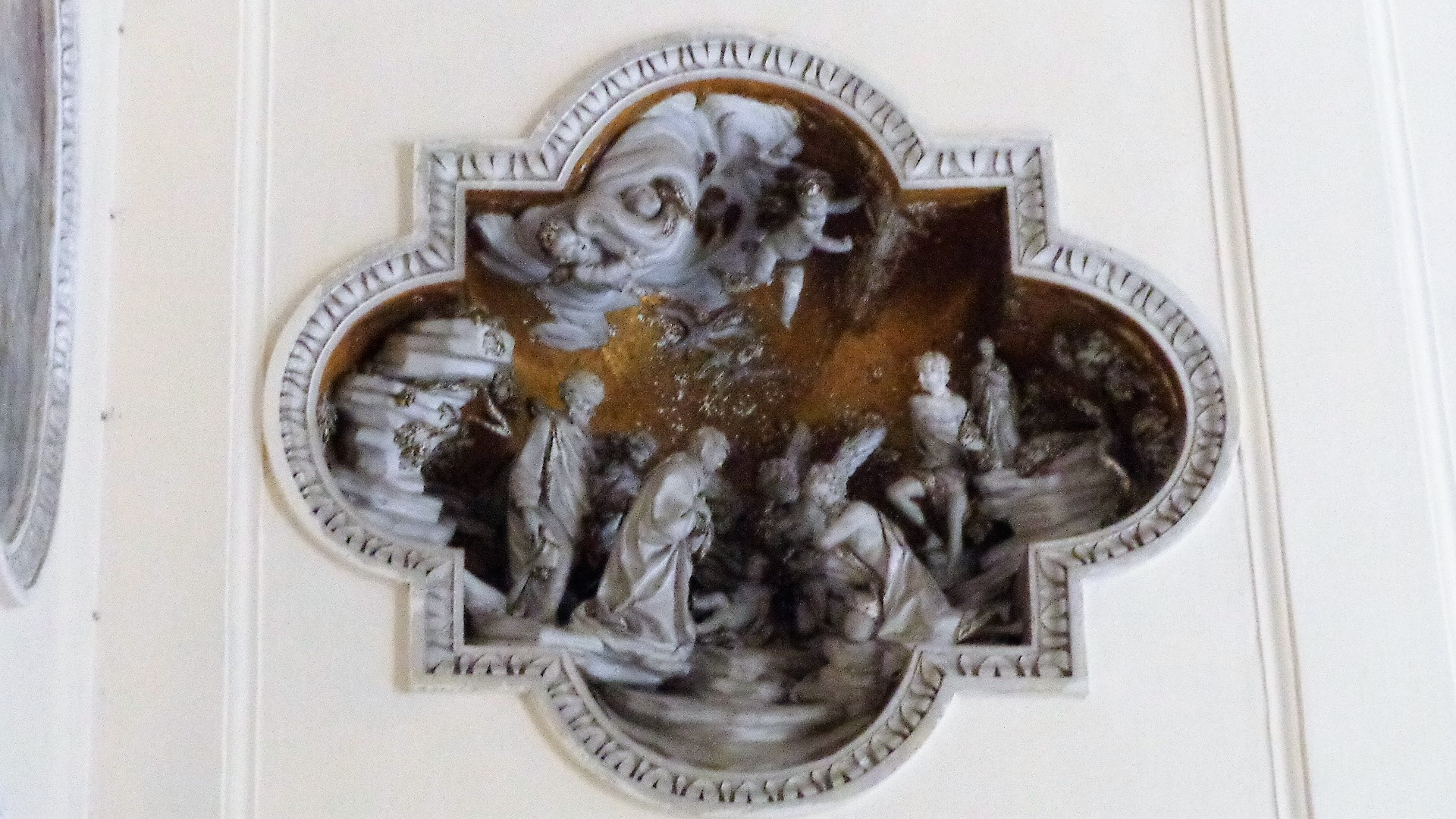
Procopio Serpotta, Natività di Gesù, conservata nella chiesa della Madonna di Monte Oliveto a Palermo.

## Storia
La famiglia fu attiva principalmente nei secoli XVII e XVIII. Divenne nota per la particolare abilità nell'utilizzo della tecnica dello stucco e lavorò in numerosi luoghi di culto siciliani.

## Descrizione
Gli artisti della famiglia furono rappresentativi degli stili barocco e rococò siciliani e in particolari vengono ricordati per le loro decorazioni a stucco presenti in molti edifici.
Con i Serpotta furono imparentati i Firriolo o Ferraiolo, che ebbero anche una vicinanza sul piano artistico.

## Esponenti
I principali esponenti, oltre al più importante tra loro, Giacomo Serpotta, furono Gaspare Serpotta, Giuseppe Serpotta, Procopio Serpotta e Giovan Maria Serpotta.

## Opere

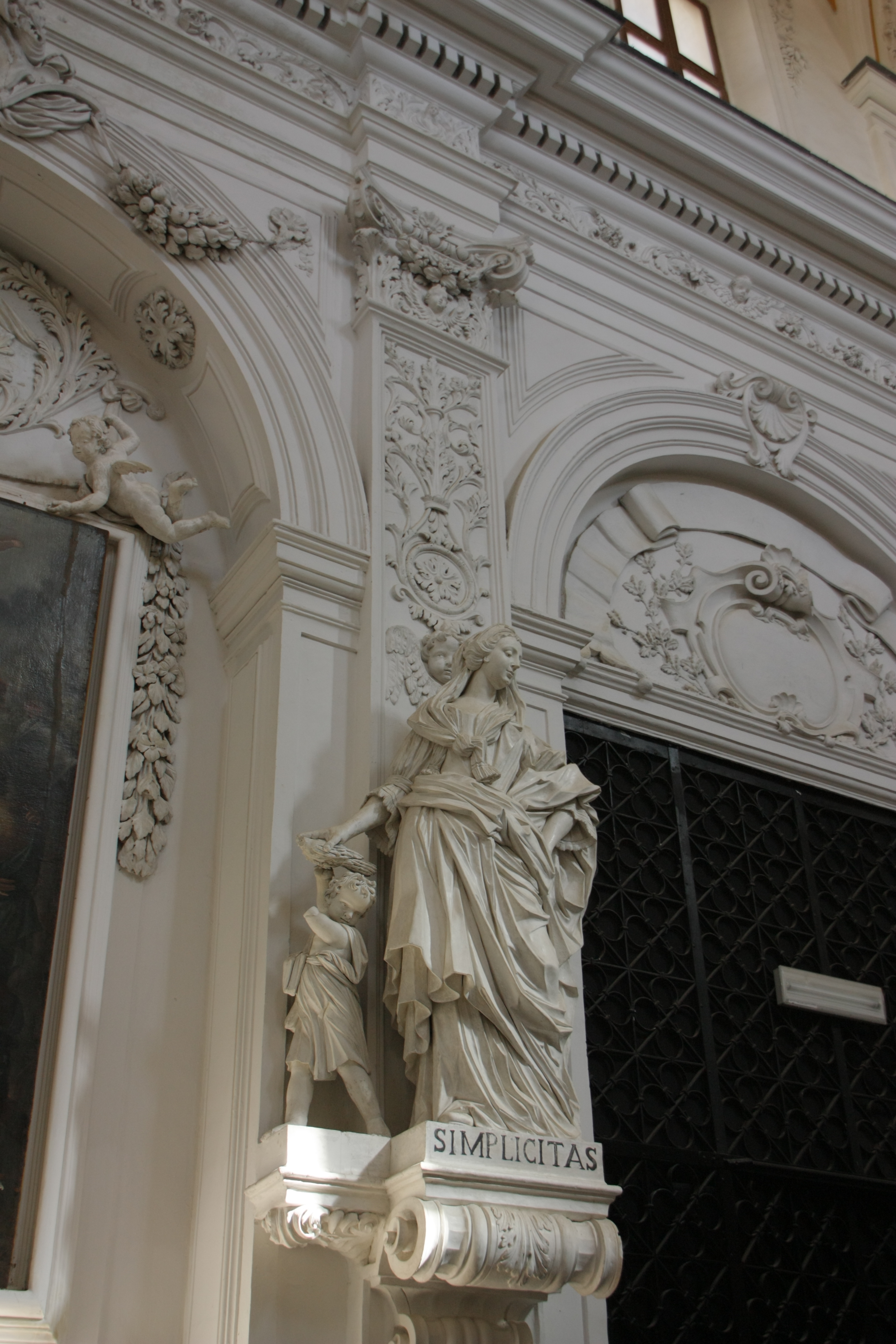
Chiesa del Purgatorio, ad Agrigento. Stucchi della navata e statua che raffigura la Semplicità, opere di Giuseppe e Giacomo Serpotta.

Le opere degli artisti della famiglia sono conservate in diversi centri della Sicilia:
ad Agrigento
- Chiesa del Purgatorio
- Monastero di Santo Spirito

ad Alcamo
- Chiesa della Badia Nuova
- Chiesa dei Santi Cosma e Damiano

a Palermo
- Chiesa del Carmine Maggiore
- Chiesa di San Matteo al Cassaro
- Chiesa di Sant'Agostino
- Chiesa della Madonna di Monte Oliveto
- Chiesa di Sant'Agostino
- Oratorio del Rosario di San Domenico
- Oratorio del Rosario di Santa Cita
- Oratorio di San Lorenzo
- Oratorio di San Mercurio